# モーリタニアにおける死刑

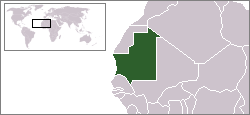
モーリタニア

モーリタニアにおける死刑（モーリタニアにおけるしけい）の項目では、モーリタニアにおける死刑について解説する。モーリタニアにおいては、死刑は廃止されていないが、1987年の執行を最後に、死刑の執行は行われていない。死刑の対象になるのは成人男性であるムスリムによる同性愛行為と、背教罪である。これらのうち、同性愛行為については石投げの刑が用いられる公開処刑が行われる。